# Origami

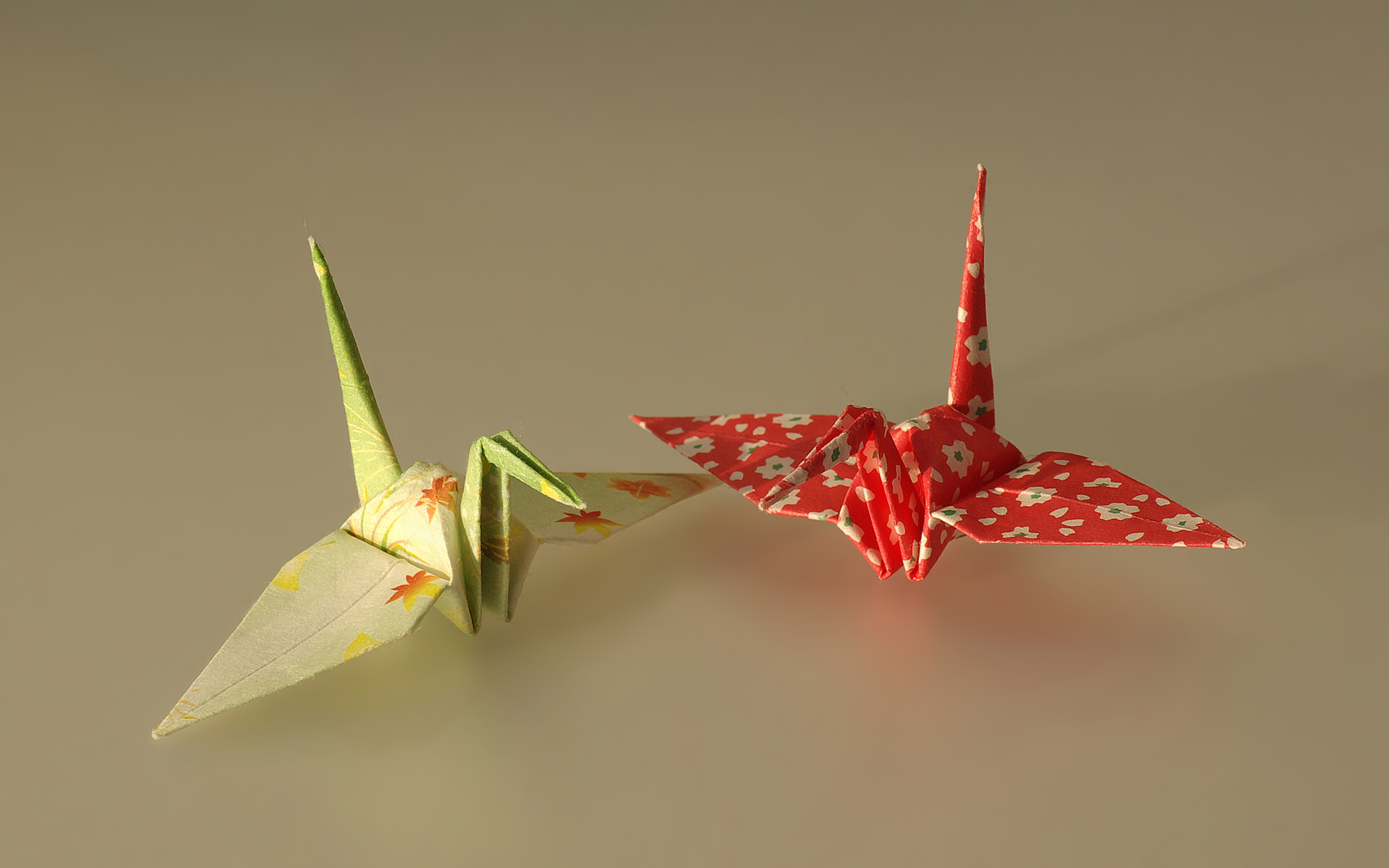
Kraanvogels gemaakt in washi-papier (hoogte 35mm).

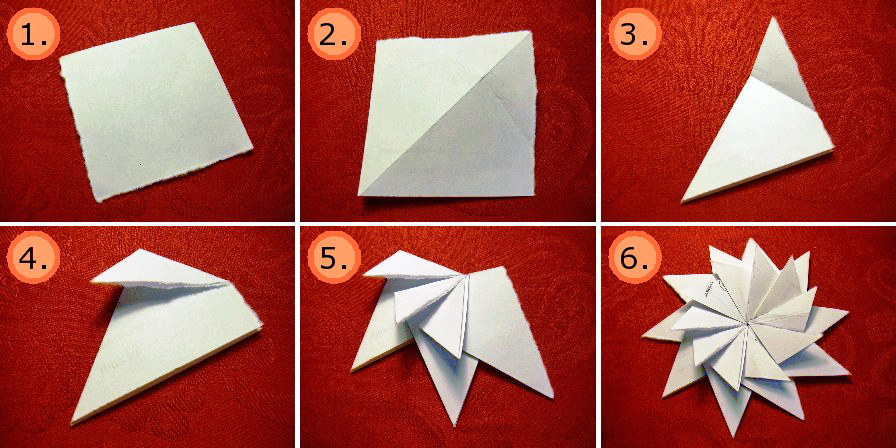
Een ster vouwen

Origami is de Japanse vouwkunst, dus het vouwen van papier. De naam komt uit het Japans: 折り紙, 'ori', vouwen, en 'kami', papier.
In origami wordt een beperkt aantal vouwen gebruikt, maar door de combinatie hiervan zijn complexe ontwerpen mogelijk. De kunst ontstond in China in de eerste of tweede eeuw, kort na de uitvinding van het papier. Daarvandaan is origami naar Japan overgewaaid, waar het de huidige, bekende vorm heeft gekregen.
In het algemeen beginnen origami-ontwerpen met een vierkant stuk papier, waarvan de zijdes verschillende kleuren hebben. Het papier mag worden gevouwen, maar knippen of het aanbrengen van markeringen wordt doorgaans afgekeurd. In tegenstelling tot origami wordt bij kirigami wel in het papier gesneden. Japanse origami wordt al toegepast sinds de Edoperiode (1603-1867). In tegenstelling met wat algemeen wordt aangenomen, wordt in de Japanse origami soms ook met rechthoekig en rond papier gewerkt. De instructies hoe moet worden gevouwen worden sinds 1961 met het Yoshizawa–Randlett systeem geïllustreerd.
In moderne ingewikkelde origami-ontwerpen wordt niet meer gewerkt met een instructie stap voor stap, maar moet het papier langs allerlei lijnen worden voorgevouwen, of voorgekreukt, en moeten de vouwen daarna op de juiste wijze naar elkaar toe worden gebracht. Met behulp van een computer is het zo mogelijk zelfs een Schwarzwalder koekoeksklok met koekoek te vouwen.
In Japan is er een eeuwenoude traditie dat wanneer iemand trouwt, er 1000 kraanvogels gevouwen worden voor geluk. Dit heet een 'senbazuru' en bestaat uit een aantal strengen met kraanvogels van verschillende kleuren, bijvoorbeeld 10 strengen van 100 vogels. Deze traditie wordt nog altijd nageleefd.

## Etymologie
Het woord origami is de romaji-transliteratie van de kanji 折 [ori], het Hiragana-karakter り [ri] en de kanji 紙 [kami]. Het is een samenstelling bestaande uit het werkwoord ori en het zelfstandig naamwoord kami. De samenstelling begint met het werkwoord 折り [oriri] "vouwen", waarbij de kanji: 折 wordt gelezen als 'ori' in de kun-lezing; het hiragana-karakter り [ri] is een vervoegingsuitgang. De repetitie van het partikel '-ri' wordt vanwege de harmonie tussen de fonemen niet toegepast en derhalve komt er één, de uitgang '-ri' van het werkwoord, te vervallen. De samenstelling wordt gecomplementeerd door het zelfstandig naamwoord: 紙 [kami] "papier", eveneens gelezen in de kun-lezing. De stemloze 'k' uit de syllabe kami wordt doormiddel van rendaku uitgesproken als een 'g'. Hierbij wordt de beginletter van een lettergreep stemhebbend uitgesproken, maar de syllable op zichzelf verschijnt pas op een tweede of derde positie in de samenstelling. Doordat kami in de rendaku-vorm wordt uitgesproken, met een stemhebbende velaire plosief, wordt deze in de romaji-transliteratie geschreven als een: 'g'. Origami kan worden vertaald als: papier vouwen.

## Technieken en materialen

### Origamipapier
Bijna alle vlakke materialen kunnen voor origami worden gebruikt, zolang er maar mee gevouwen kan worden.
Origamipapier, vaak aangeduid als kami, Japans voor papier, wordt verkocht in voorverpakte vierkanten van verschillende afmetingen variërend van 2,5 cm tot 25 cm of meer. Over het algemeen is het papier aan een kant gekleurd en aan de andere kant wit. Er bestaan echter ook meerkleurige en papier met patronen. Origamipapier weegt iets minder dan kopieerpapier, waardoor het geschikt is voor een breder scala aan modellen. Het is te koop in hobbyzaken.

## Soorten origami

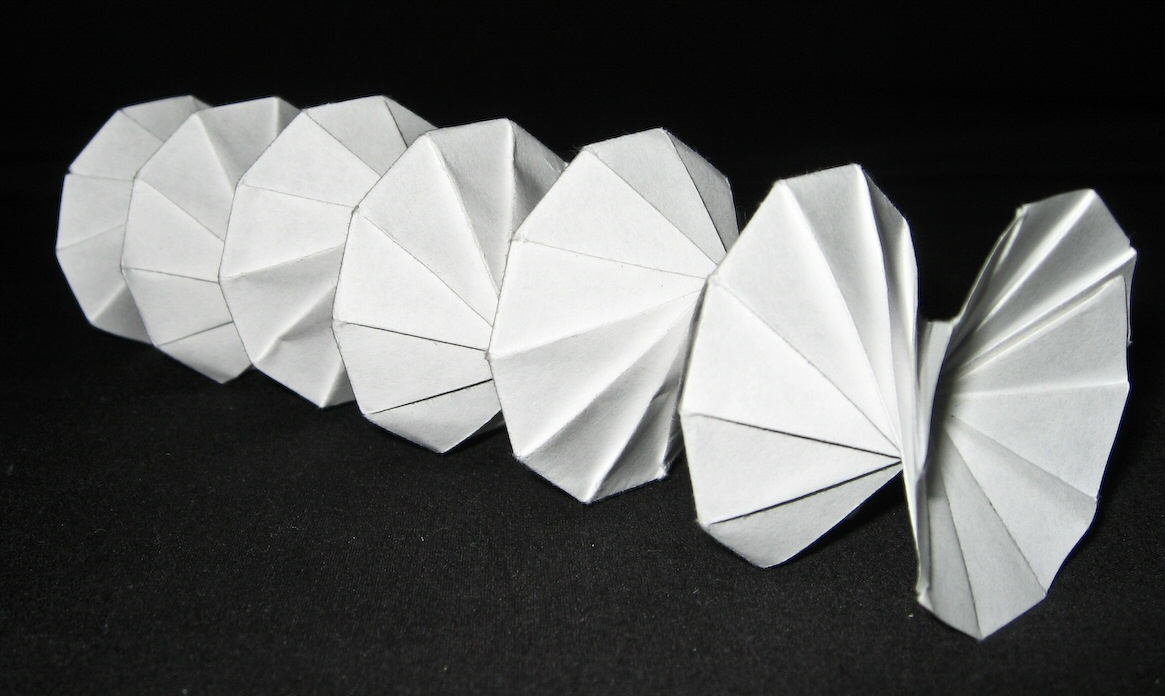
Spring Into Action, ontworpen door Jeff Beynon, gemaakt van een enkel rechthoekig stuk papier

### Actie-origami
Met origami kunnen niet alleen stilstaande figuren worden gemaakt, er zijn ook bewegende modellen mogelijk. Dit wordt actie-origami genoemd en omvat onder meer modellen die vliegen, modellen die moeten worden opgeblazen en modellen die een bepaald deel een ander deel kunnen laten bewegen. Sommigen vinden dat alleen de laatste soort echte actie-origami is. Actie-origami, voor het eerst gebruikt bij de traditionele Japanse flapperende vogel, is heel gewoon. Een voorbeeld zijn Robert Langs instrumentalisten, waarbij de armen bewegen als aan de hoofden van de modellen wordt getrokken.

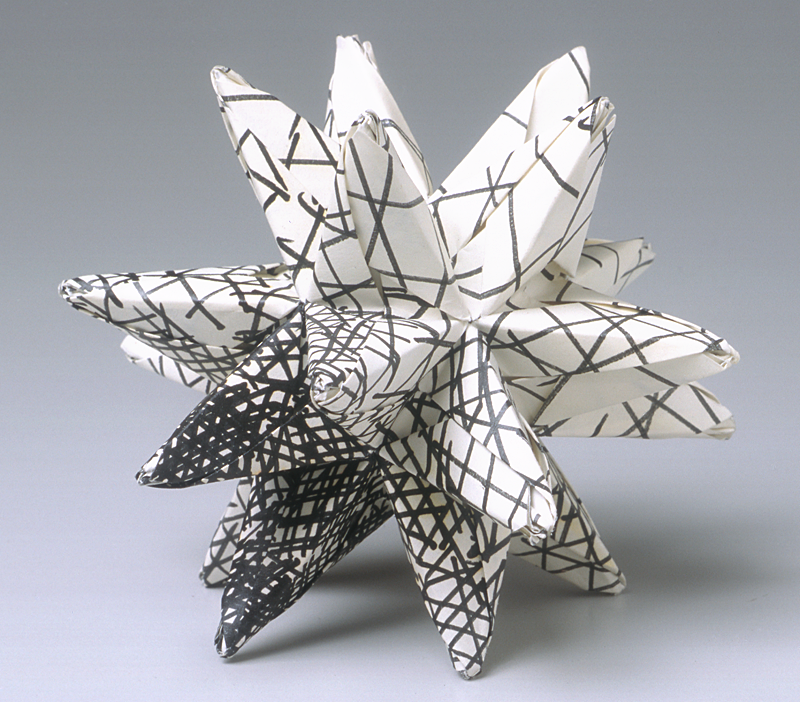
Model gemaakt met de modulaire origami-techniek

### Modulaire origami
Modulaire origami, 3D origami of unit origami is een origamitechniek waarbij twee of meer vellen papier worden gebruikt om zo een grotere en complexere constructie te kunnen maken dan wanneer maar een vel papier gebruikt wordt. Elk individueel vel papier wordt tot identieke modules of units gevouwen, die later samen in elkaar wordt gevouwen tot een twee- of driedimensionale structuur. Hierbij worden de in het vouwproces gemaakte flappen van een module in de gleuf van een andere module geschoven. Dit zorgt ervoor dat het model stevigheid krijgt.

### Pureland-origami
Pureland origami is een origami techniek waarbij maar een vouw tegelijk gedaan mag worden. Complexere vouwen zoals omgekeerde vouwen zijn niet toegestaan. De techniek werd ontwikkeld door John Smith in 1970, en was bedoeld om het voor onervaren vouwers makkelijker te maken en mensen met beperkte motorische vaardigheden te helpen. Sommige ontwerpers gaan ook graag de uitdaging aan om goede modellen te maken binnen deze zeer strikte beperkingen.

### Kirigami
Kirigami is een Japanse term voor papier snijden. Snijden werd vaak gebruikt in de traditionele Japanse origami, maar moderne innovaties in technieken hebben ervoor gezorgd dat snijden voor veel modellen overbodig is geworden. De meeste origami-ontwerpers beschouwen origamimodellen waarin gesneden wordt niet meer als origami, maar als kirigami.

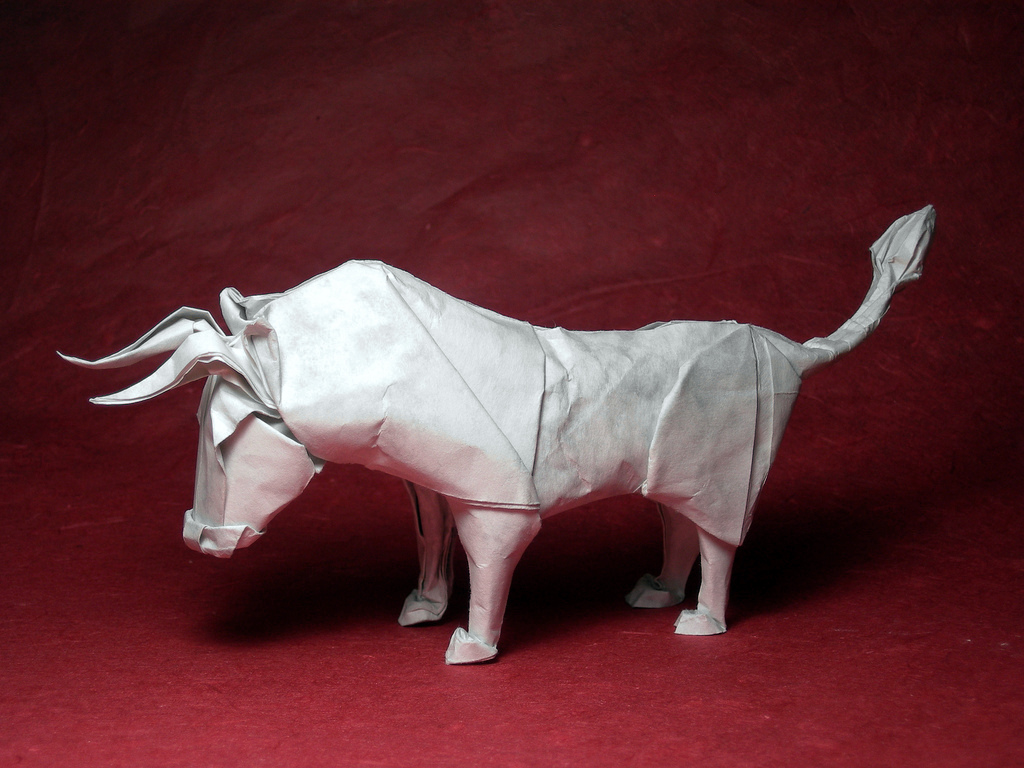
Stier gemaakt met bevochtigd papier

### Wet-folding
Wet-folding is een techniek waarbij het papier wordt bevochtigd, zodat zachte rondingen gemaakt kunnen worden in plaats van geometrische rechte vouwen en vlakke oppervlakken. Het wordt vaak gebruikt om natuurlijk ogende dierenmodellen te maken.

### Papierarchitectuur
Het is bij papierarchitectuur de kunst een werktekening op één enkel vel papier over te brengen, zodat een driedimensionale voorstelling ontstaat.

## Websites
- Origami Societeit Nederland
- Robert J. Lang origami. Gearchiveerd op 27 juni 2025.